# Kaukasischer Helm
Ein Kaukasischer Helm ist eine Schutzwaffe aus dem Kaukasus, dessen Nutzung auch von den Krimtataren im frühen Mittelalter bekannt ist.

## Beschreibung
Ein Kaukasischer Helm besteht in der Regel aus Stahl. Die Formen der Helmglocke variieren, sie kann rund und schalenförmig, rund und im oberen Bereich spitz zulaufend, oder in der Form eines Spitzhelmes sein. Am unteren Rand ist eine für diesen Typ gebräuchliche, sehr lange Gardinen aus Kettengeflecht angebracht. Diese Gardine bedeckt das gesamte Gesicht und ist in manchen Versionen vorne geschlitzt oder besitzt Ausschnitte für die Ohren. Allgemein wird unter diesen Helmen eine dicke gepolsterte Lederkappe getragen, die den Helm einige Zentimeter über den Kopf hebt. Meist sind die Helme einfach gearbeitet, es gibt jedoch auch verzierte Versionen, die mit goldenen Einlagen (Niello) geschmückt sind. Die überlange Gardine aus Kettengeflecht ist in dieser Form einzigartig bei Helmen.